# 陳大為
陳大為（1969年9月28日—），馬來西亞霹靂州金寶市人，祖籍廣西桂林，臺灣著名馬華文學作家。台大中文系、東吳大學中文系碩士、台師大國文系博士。現任國立臺北大學中文系教授。

## 生平
陳大為的文學創作體裁以新詩為主，學生時代即獲得不少文學獎的肯定。從描寫遠古中國神話的《治洪前書》、解構中國歷史的《再鴻門》，到書寫華人移民南洋的史詩《盡是魅影的城國》，都極力地追求磅礡的敘事境界與敘事技巧。第四本詩集《靠近 羅摩衍那》開始大幅改變以往的風格，使用較為隨性的語句與較為隨機的敘事風格，並嵌入其他詩人如北島、食指的作品篇名；書名靈感來自印度史詩《羅摩衍那》，書中則反其道而行，不同於其他詩人慣用的西方意象。

## 作品

### 詩集
- 《治洪前書》（臺北：詩之華，1994）
- 《再鴻門》（臺北：文史哲，1997）
- 《盡是魅影的城國》（臺北：時報，2001）
- 《靠近 羅摩衍那》（臺北：九歌，2005）
- 《巫術掌紋：陳大為詩選1992-2013》（臺北：聯經，2014）

### 散文
- 《流動的身世》（臺北：九歌，1999）
- 《句號後面》（臺北：麥田，2004）
- 《火鳳燎原的午後》（臺北：九歌，2007）
- 《木部十二劃》（臺北：九歌，2011）

### 論述
- 《存在的斷層掃瞄：羅門都市詩論》（臺北：萬卷樓，1998）
- 《亞細亞的象形詩維》（臺北：萬卷樓，2001）
- 《詮釋的差異：當代馬華文學論集》（臺北：海華文教基金會，2004）
- 《亞洲中文現代詩的都市書寫1980-1999》（臺北：萬卷樓，2001）
- 《亞洲閱讀：都市文學與文化》（臺北：萬卷樓，2004）
- 《思考的圓周率：馬華文學的板塊與空間書寫》（吉隆坡：大將，2006）
- 《中國當代詩史的典律生成與裂變》（臺北：萬卷樓，2009）
- 《馬華散文史縱論1957-2007》（臺北：萬卷樓，2009）
- 《風格的煉成：亞洲華文文學論集》（臺北：萬卷樓，2009）
- 《最年輕的麒麟：馬華文學在台灣（1963-2012）》（臺南：國立臺灣文學館，2012）
- 《馬華文學批評大系：陳大為》（桃園：元智大學中國語文學系，2019）

### 傳記
- 與鍾怡雯合著《靈鷲山外山：心道法師傳2013》（臺北：遠流，2013）

### 圖文書
- 《四個有貓的轉角》（繪者：阿頓）（麥田，2002）
- 《野故事》（繪者：陳順律）（麥田，2003）

### 引用
1. ↑  詳見 九歌文學網 （页面存档备份，存于）
2. ↑  陳大為自言90年代的創作「花很大的力氣去錘煉鏗鏘的語言，去追求雄渾的敘事」見〈後記：半手工業〉，《靠近 羅摩衍那》，頁163
3. ↑  陳大為：「很多詩人喜歡援用西方意象，……那些名詞對我而言沒有實質的意義，只是趕時髦的流行符號；我喜歡逆勢而行，便挑了印度意象作書名。」見〈後記：半手工業〉，《靠近 羅摩衍那》，頁169

### 來源
- 陳大為《靠近 羅摩衍那》（臺北：九歌，2005）
- 台灣作家作品目錄資料庫——陳大為 （页面存档备份，存于）